# Beechcraft Starship
Beechcraft Starship — американский двухмоторный турбовинтовой административный самолёт. Выпускался в 1988—1995 годах компанией Beechcraft. Совместная разработка Beechcraft и Scaled Composites.
Пассажировместимость 6-8 человек. Самолёт имеет аэродинамическую схему «утка», оснащён двумя турбовинтовыми двигателями с толкающими воздушными винтами. Киль с рулями направления раздвоен и перенесён на законцовки крыла. Также самолёт известен первым применением концепции «стеклянной кабины» на бизнес-самолётах.
Продажи самолёта не достигли запланированного уровня, и программа производства была прекращена.

## История
Разработка началась в компании Beechcraft в 1979 году с целью создать быстрый турбовинтовой самолёт, способный конкурировать с турбореактивными самолётами по скорости, но сохраняющий преимущества турбопропов в экономичности. Рост скорости предполагалось достичь повышением мощности двигателей, понижением веса машины и улучшением аэродинамики. Чтобы улучшить аэродинамику, решить проблемы шума и безопасности при отказах силовой установки повышенной мощности, была выбрана схема с задним расположением толкающих двигателей и необычная аэродинамическая схема «утка». Для облегчения машины в ней широко использовались композитные материалы на основе углепластиков с сотовым заполнением. К 1980 году сформировался концепт, получивший обозначение PD 330 (англ. Preliminary Design 330 «предварительный дизайн 330»). Летом 1982 года к разработке привлекли известного энтузиаста схемы «утка» Берта Рутана и его компанию Scaled Composites.
В 1983 году концепт был представлен публично. Первый полёт прототипа состоялся в 1986 году. Всего было изготовлено три прототипа. Первый серийный самолёт взлетел в апреле 1989 года. Общая стоимость разработки достигла 300 миллионов долларов.
За первые три года продаж было продано только 11 самолётов. Провал объяснялся тем что цена самолёта (3,9 млн долларов США) оказалась равной аналогичным турбореактивным самолётам Cessna Citation V и Learjet 31 при том, что их скорости были заметно выше. Более того, турбовинтовой Piper PA-42 Cheyenne был на миллион дешевле при той же скорости.
Последняя машина была выпущена в 1995 году. Часть машин сдавались в лизинг. В 2003 году Beechcraft признал нерентабельным поддержание лётной годности столь маленького парка самолётов, утилизировал оставшиеся у него машины, избавился от склада запчастей и предложил владельцам Starship обменять их на другие самолёты компании. Тем не менее, несколько экземпляров сохранились.
После выпуска 20 экземпляров (включая прототипы) компания провела модернизацию, обозначив новую машину, как Model 2000A. Модернизация включала в себя улучшение шумоизоляции, изменение выхлопных патрубков двигателя, увеличение объёма топливных баков и изменение конструкции переднего горизонтального оперения.

## Характеристики
Характеристики самолёта
- Экипаж: 1 или 2 пилота
- Пассажировместимость: 6
- Длина: 14,05 м
- Размах крыла: 16,6 м
- Высота: 3,94 м
- Вес пустого: 4574 кг
- Максимальный взлётный вес: 6759 кг
- Силовая установка: 2×Pratt & Whitney Canada PT6 1200 л. с. (890 кВт) каждый
- Пропеллеры: 5-лопастный, диаметр 2,64 м

Лётно-технические характеристики
- Максимальная скорость: 620 км/ч
- Крейсерская скорость: 568 км/ч
- Дальность: 2803 км
- Потолок: 12000 м
- Скорость набора высоты: 13,96 м/сек.